# Força
Força – trzeci singel kanadyjskiej piosenkarki Nelly Furtado, promujący jej drugi album studyjny „Folklore”. Piosenka została napisana przez Nelly Furtado, Geralda Eatona i Briana Westa, a wydana została 14 czerwca 2004. Teledysk do piosenki nagrywany był w Toronto (Ontario). Singel został wybrany na hymn mistrzostw europy w piłce nożnej 2004.

## Lista utworów

### UK CD Single
1. „Força” (Radio Edit) – 2:58
2. „Força” (Swiss American Federation Mix) – 3:08
3. „Powerless (Say What You Want)” (Spanish Version, Featuring Juanes) – 3:54
4. „Força” (Video) – 3:40

### U.S. 12" Vinyl Single
1. „Força” (Armand Van Helden Remix) – 8:20
2. „Força” (Swiss American Federation Remix) – 3:30
3. „Força” (Swiss American Federation Extended Remix) – 5:15
4. „Força” (Armand Van Helen Dub) – 8:20
5. „Força” (Rui Da Silva Vocal Mix) – 7:58
6. „Força” (Rui Da Silva Kismet Mix) – 7:52
7. „Força” (Exacta Mix) – 5:56
8. „Força” (Acapella) – 3:40

### European CD Single
1. „Força” (Radio Edit) – 2:58
2. „Força” (Album Version) – 3:40
3. „Força” (Instrumental) – 3:43

### Swedish Maxi Single
1. „Força” (Armand Van Helen Remix) – 8:22
2. „Força” (Swiss American Federation Main Mix) – 3:33
3. „Força” (Swiss American Federation Extended Remix) – 5:17
4. „Força” (Armand Van Helen Dub) – 8:22
5. „Força” (Rui Da Silva Vocal Mix) – 7:59
6. „Força” (Rui Da Silva Kismet Mix) – 7:54
7. „Força” (Exacta Mix) – 5:57
8. „Força” (Acapella) – 3:40

## Remiksy
- „Força” (Rui Da Silva Vocal Mix) (7:59)
- „Força” (Rui Da Silva Kismet Mix) (7:54)
- „Força” (Armand Van Helden Remix) (8:22)
- „Força” (Armand Van Helden Dub) (8:22)
- „Força” (Swiss American Federation Extended Mix) (5:17)
- „Força” (Swiss American Federation Main Mix) (3:33)
- „Força” (Exacta Mix) (5:57)
- „Força” (Viper XXL Remix) (5:13)
- „Força” (Jose Spinnis Musica Club Mix) (6:56)
- „Força” (K.O. Força Da Natureza Anthem Mix) (10:25)
- „Força” (Richard Cabrera Show Mix) (5:58)
- „Força” (Di Paul Can’t Stop Remix) (9:19)
- „Força” (Tartaruga Tribal Final Mix) (8:18)
- „Força” (DJ Leonardo Lisboa & DJ In The Beat Remix) (4:00)
- „Força” (Kamppuss Tribal Club Mix) (6:12)
- „Força” (Radio Edit) (3:01
- „Força” (Album Version) (3:30)
- „Força” (Instrumental) (3:43)
- „Força” (Acapella) (3:40)
- „Força” (LP Version)